# Myyrmäen jalkapallostadion
Il Myyrmäen jalkapallostadion, precedentemente denominato ISS Stadion e Pohjola Stadion, è uno stadio finlandese sito a Vantaa, nel distretto di Myyrmäki.
L'impianto sportivo, realizzato nel 2000 e capiente di 4 700 posti, ospita regolarmente le partite interne di Kolmonen del PK-35 Vantaa, massimo club calcistico cittadino, e della sua sezione femminile, in Kansallinen Liiga. Viene inoltre utilizzato dal Template:Calcio Allianssi Vantaa per i suoi incontri casalinghi in Kolmonen, terzo livello calcistico nazionale.
Oltre a partite di calcio, lo stadio ospita incontri di football americano, scelto prima come sede del Mondiale di Finlandia 2013, dove si sono giocati tutti gli incontri del torneo e con gli Stati Uniti che ottengono il loro secondo titolo e la squadra di casa un buon 3º posto, e cinque anni più tardi l'Europeo di Finlandia 2018, che ha visto la Francia conquistare il suo primo titolo continentale. L'impianto è inoltre stato sede della finale dell'edizione 2021 della Naisten Vaahteraliiga, il campionato finlandese di football americano femminile.